# Miyako (Iwate)
Miyako (Japans: 宮古市, Miyako-shi) is een vissershavenstad aan de Grote Oceaan in de prefectuur Iwate in het noorden van Honshu, Japan. De stad heeft een oppervlakte van 696,82 km² en begin 2008 ruim 58.000 inwoners.
Miyako ligt in het nationale park Rikuchū-kaigan.

## Geschiedenis
Miyako werd op 11 februari 1941 een stad (shi) na samenvoeging van twee dorpen en de gemeente Miyako.
In 1944 en 1955 zijn enkele dorpen aan Miyako toegevoegd. De laatste uitbreiding van Miyako dateert van 6 juni 2005 toen de gemeente Tarō (田老町, Tarō-chō) en het dorp Niisato (新里村, Niisato-mura) in Miyako opgingen.
Op 1 januari 2010 werd de gemeente Kawai (district Shimohei) aangehecht bij de stad Miyako.

## Economie
Miyako is al sinds de Edoperiode een vissershaven. De vangst richt zich op zalm en de Japanse makreelgeep.
Industrie in Miyako is vooral houtbewerking, bewerking van voedingsmiddelen en de productie van elektronica.

## Verkeer
Miyako ligt aan de Yamada-lijn, de Iwaizumi-lijnen de Kitariasu-lijn van de East Japan Railway Company.
Miyako ligt aan de Sanriku-autosnelweg en aan de autowegen 45, 106 en 340.

## Stedenbanden
Miyako heeft een stedenband met
- Yantai, China, sinds 26 oktober 1993;
- La Trinidad, Filipijnen, sinds 7 augustus 1992.

## Geboren in Miyako
- Tokuichiro Tamazawa (politicus)